# Eudokia Makrembolitissa

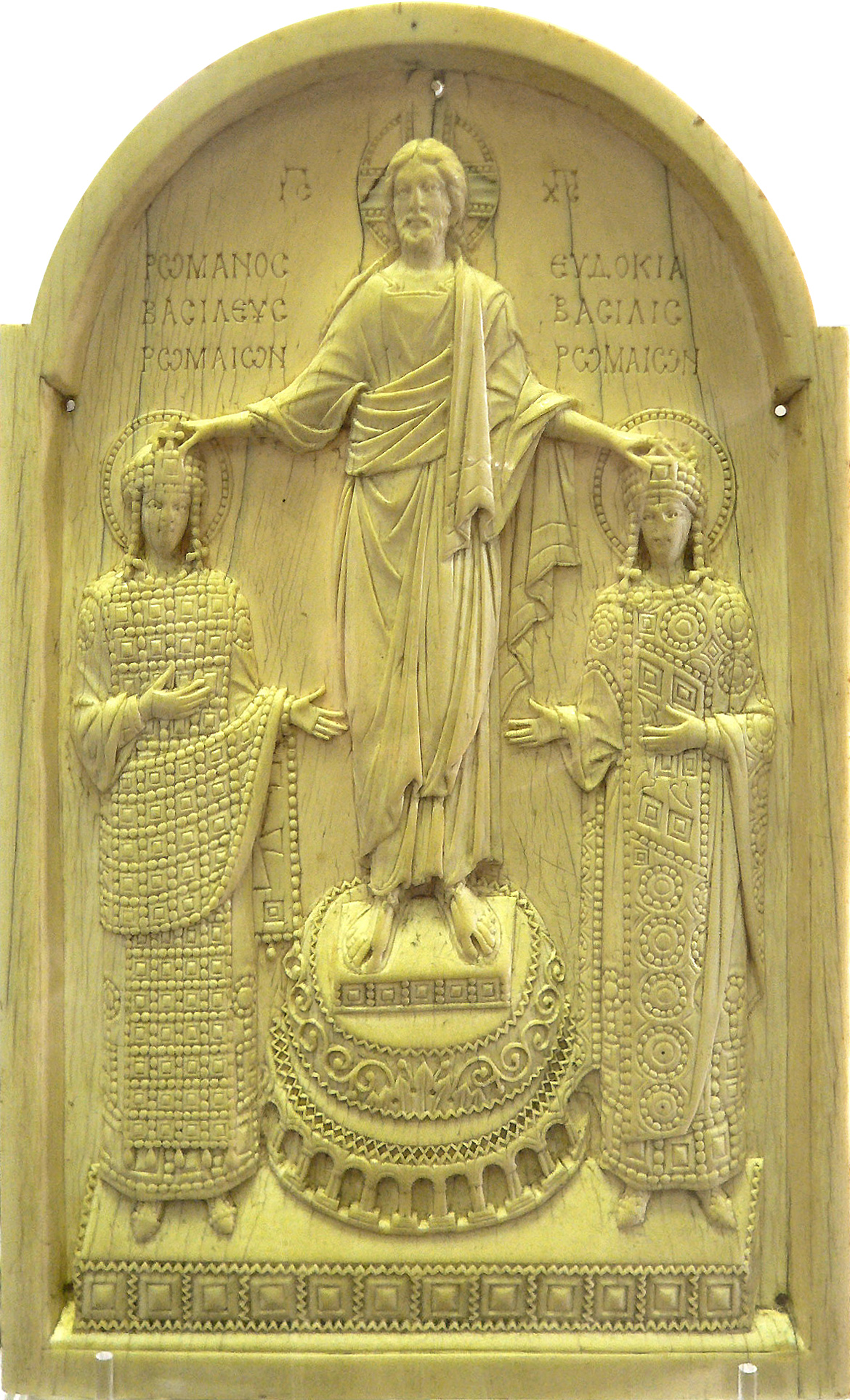
Christus kroont Romanos en Eudokia (ivoor)

Eudokia Makrembolitissa (ca. 1021−1096) was keizerin van het Byzantijnse Rijk van 1059 tot 1071. Zij was de vrouw van twee keizers, Constantijn X Doukas en Romanos IV Diogenes.

## Levensloop
Zij was de nicht van patriarch Michaël I van Constantinopel en bevriend met de raadgever aan het hof Psellus. Rond 1050 trouwde ze met Constantijn X Doukas, die in 1059 tot keizer werd gekroond. Bij de dood van haar man in 1067 had Eudokía een schriftelijke verklaring gegeven dat ze na zijn dood niet zou hertrouwen. Haar zoon Michaël VII Doukas was pas zeventien en het ontbrak hem aan voldoende ervaring om de penibele situatie van het rijk te meesteren. Zij hertrouwde, dit tot groot ongenoegen van de broer van haar man Johannes Doukas, patriarch Johannes VIII van Constantinopel en Psellus, de bekwame generaal Romanos IV Diogenes. De Doukas-familie verzette zich uit alle macht, maar Eudokía en Romanos kregen steun van hun tegenstanders, zoals Anna Dalassene. Eudokía was uiteindelijk in staat om de patriarch Johannes VIII en de Senaat te overtuigen dat het huwelijk van staatsbelang was, en werd zo ontheven van haar gelofte.
Door zijn huwelijk werd Romanos keizer van het Byzantijnse rijk. Michaël VII Doukas, Konstantios Doukas en Andronikos Doukas kregen alle drie formeel de titel van mede-keizer. Voor een korte tijd konden de dreigingen worden gekeerd. Tijdens de Slag bij Manzikert in 1071 tegen de Seltsjoeken werd Romanos gevangengenomen. In Constantinopel ging men ervan uit dat hij was gestorven. Eudokia nam het regentschap op voor haar zonen. Toen bleek dat Romanos niet dood was, werden beiden verbannen naar een klooster. Om zeker te zijn dat Romanos niet zou terugkeren, werden zijn ogen uitgestoken. Zonder medische verzorging raakten de wonden van Romanos geïnfecteerd en hij stierf korte tijd later. 
Na de dood van haar zoon keizer Michaël VII in 1078 werd zij uit het klooster gehaald door de nieuwe keizer Nikephoros III Botaneiates. Aangezien hij geen band had met de keizerlijke familie vroeg hij Eudokia ten huwelijk, om zijn positie kracht bij de zetten. Zij weigerde, hij trouwde dan maar met de weduwe van Michaël VII, Maria van Alanië. Zij keerde naar het klooster terug waar ze ook stierf.

## Familie
Met Constantijn X Doukas had ze zeven kinderen, waarvan een gestorven bij de geboorte:
- Michaël VII Doukas
- Andronikos Doukas, co-keizer van 1068 tot 1078
- Konstantios Doukas, co-keizer van 1068 tot 1078
- Anna Doukaina werd non
- Theodora Doukaina, vrouw van Domenico Selvo, doge van Venetië
- Zoe Doukaina, die getrouwd was met Adrianos Komnenos, een broer van keizer Alexios I Komnenos.

Met Romanos IV Diogenes had Eudokia:
- Nikephoros Diogenes
- Leo Diogenes